# Вук Вучо
Вук Вучо (Вишеград, 25. јул 1937 — 2021) био је српски редитељ и књижевник. Потиче из богате и угледне породице Вучо. Бавио се позоришном и филмском режијом, као и позоришном критиком. Био је у кратком браку са Оливером Катарином, а затим са најуспешнијом Мис Југославије Никицом Мариновић, са којом има сина Ђорђа, архитекту, који живи у САД. Такође је био у вези са глумицом Миљом Вујановић. Живео је и радио у Паризу, а неке од књига су му преведене на француски језик. Преминуо је 2021. године.

## Дела

### Драме
- Хладна гушчија џигерица (1962)[3]
- Дан у коме се умире (1962)
- Балада о аждаји и јунаку (1964)
- Чај за госпођу кугу (1967)
- Голоруки (1969)
- Кула од лобања (1970)

### Радио драме
- Његова екселенција (1963)
- Дукат (1964)

### Романи
- Крадљивци ватре (1965)
- Како сам престао да сисам прст (1983)
- Женски Фауст или припитомљена трагедија (1984)
- Рај на земљи (1986)[4]

## Филмографија
- Неутешни поштар (1967)
- Моја луда глава (1971)[5]